# F2H (航空機)
F2H / F-2 バンシー
飛行するF2H-2 125663号機
(VF-11戦闘飛行隊所属、1952年10月20日撮影)
- 用途：戦闘機
- 分類：艦上戦闘機
- 製造者：マクダネル・エアクラフト社
- 運用者

  -  アメリカ合衆国
    -  アメリカ海軍
    -  アメリカ海兵隊

  -  カナダ
    -  カナダ海軍
- 初飛行：1947年1月11日
- 生産数：895機
- 生産開始：1947年5月
- 運用開始：1948年8月
- 退役

  - 1959年9月30日（米海軍）
  - 1959年（米海兵隊）
  - 1960年（米海軍・海兵隊、F2H-2P）
  - 1961年（米海軍・海兵隊予備役）
  - 1962年9月12日（カナダ海軍）
- 運用状況：退役
- 原型機：FH ファントム

F2H バンシー（McDonnell F2H Banshee ）は、マクダネル社が開発し、アメリカ海軍が運用した艦上戦闘機。
愛称の「バンシー(Banshee)」は、スコットランドに伝わる女の妖精のこと。1962年に行われた命名規則の改正に伴い、F-2 バンシーへと改称された。

## 概要
F2Hは世界初の純ジェット艦上戦闘機であるFH ファントムの発展型として開発された、事実上アメリカ海軍初の実用ジェット艦上戦闘機である。
第二次世界大戦が終結したこともあり少数のみの発注に終わったFHに比べ、F2Hは1953年の生産終了までに800機以上が生産され、カナダ海軍でも運用された。

## 開発
F2Hの開発は1945年3月より開始された。マクドネル社はアメリカ海軍最初の純ジェット動力の艦上戦闘機として同年の1月にFHを初飛行させたばかりであったが、2ヵ月後には早々と本機の開発が開始されている。これは、他社に発注している新型の本格ジェット艦上戦闘機の開発が失敗/遅延した事態に備えて、堅実な設計の機体をマクドネル社に対して「保険」として求めたものである。
当初の名称はXF2Dであったが、製造メーカー記号「D」の文字はダグラス社と重なるために、1947年にXF2Hに名称変更された。
試作機は1947年7月11日にセントルイスで初飛行している。1947年5月に量産発注が行われ、1949年から部隊配備が開始された。
大型の機体であるために搭載できる航空母艦に制約があったものの、発展・拡張する余地が大きかったために、エンジンを換装して兵装搭載量を増大させた戦闘爆撃機型、レーダーを搭載した全天候型戦闘機型や偵察機型の各種発展型が開発され、アメリカ海軍空母航空隊ジェット時代の黎明期を担った。
なお、1962年のアメリカ軍の航空機呼称統一に伴い、F2HよりF-2に名称が変更されている。

## 運用

### アメリカ海軍・海兵隊
F2Hは第7艦隊の空母機動部隊艦載機として、朝鮮戦争に投入されている。そこではbanjoとの愛称で呼ばれていた。高空性能が良好なため、空軍の爆撃機の護衛に用いられたほか、戦争が進展すると、補給線攻撃や近接航空支援にも用いられた。戦争の初期段階でアメリカ空軍及びイギリス空軍が朝鮮半島の航空優勢を獲得したため、北朝鮮軍の航空部隊は中華人民共和国域内より活動を行った。このため、アメリカ海軍の戦闘機部隊活動域まで距離があり、北朝鮮軍戦闘機と遭遇することはまれであった。前線での戦闘空中哨戒はF-86が担っていたこともあり、F2Hの撃墜記録及び戦闘損失はともに無く、3機のF2H-2が対空砲火により堕とされているのみである。
海兵隊航空部隊においては、偵察機型F2H-2Pが特に有用とされた。朝鮮戦争時においては、対空砲火の照準は目視に頼る部分がまだ大きかった。ジェット機のF2Hは充分高速であり、特に単機・高空で運用した場合は地上から視認されづらく、偵察任務には向いていた。このため、有力な偵察情報の取得に貢献することとなった。朝鮮戦争後には、全天候戦闘機型のF2H-3及びF2H-4が実用化されている。アメリカ海軍・海兵隊からは予備役も含め1961年に退役している。

### カナダ海軍
カナダ海軍では、ホーカー シーフューリーの後継機として、1951年から検討が開始され、1955年から1958年にかけて導入された。空母ボナヴェンチャー艦載機として運用されている。また、サイドワインダーミサイルの装備試験も行われた。カナダ海軍における対潜能力重視と予算削減により、F2Hは1962年に退役した。

## 機体
上述の通り設計には堅実さが求められたため、基本的にFHを大型化した機体で、サイズを除けば機体デザインはほぼ同じである。概ね葉巻状の胴体に直線翼の主翼が低翼配置で取り付けられており、2基のジェットエンジンが左右それぞれの主翼付け根にある。エンジン推力はほぼ2倍に強化された。キャノピーは涙滴状で、固定武装として機銃が機首に集中配備されている。FHに比べエンジンは倍近い推力のウェスティングハウスJ34-WE-34に変更されており、武装も12.7mm機関銃から20mm機関砲に強化されている。また、機首にはAN/APQ-35火器管制システムを搭載する。F2H-2以降は主翼が強化され、翼端に燃料タンクを装備可能である。この翼端燃料タンクはF9F パンサーと異なり、取り外し可能である。

## 諸元

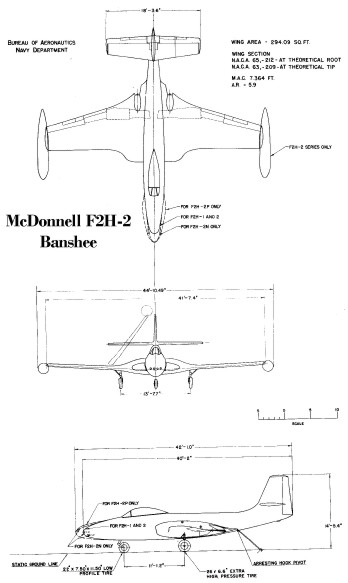
F2H-2 三面図
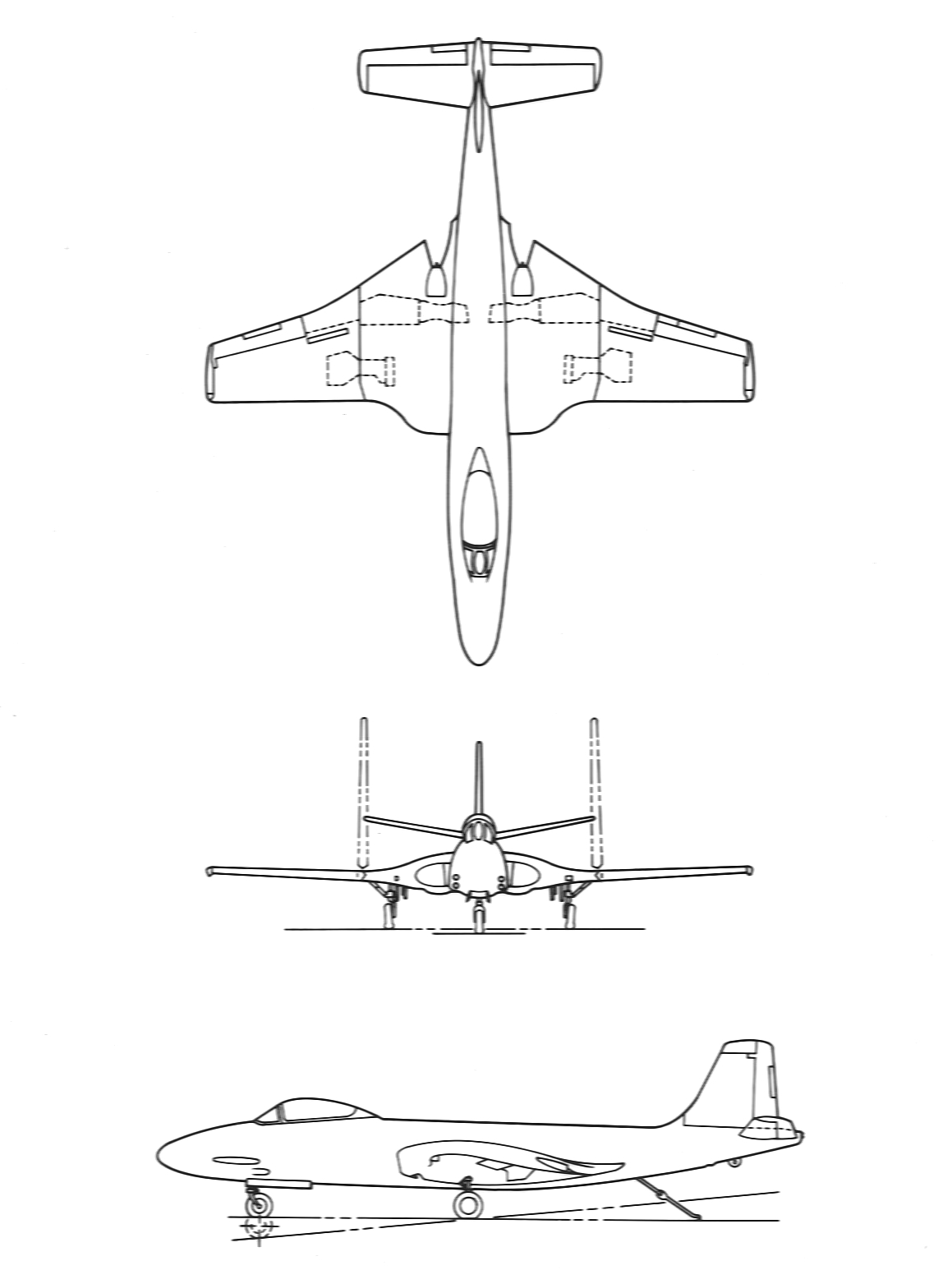
F2H-3 三面図

| 機体名       | F2H-2                                                       | F2H-3                                                       |
| ------------ | ----------------------------------------------------------- | ----------------------------------------------------------- |
| 全長         | 40ft 2in (12.24m)                                           | 48ft 2.2in (14.69m)                                         |
| 全幅         | 44ft 10.49in (13.68m)                                       | 41ft 8.8in (12.72m)                                         |
| 全高         | 14ft 5.4in (4.40m)                                          | 14ft 5.5in (4.41m)                                          |
| 翼面積       | 294.09ft² (27.32m²)                                         | 294.1ft² (27.32m²)                                          |
| 空虚重量     | 11,146lbs (5,056kg)                                         | 13,183lbs (5,980kg)                                         |
| 総重量       | 離陸重量：17,742lbs (8,048kg) 戦闘重量：15,640lbs (7,094kg) | 離陸重量：21,013lbs (9,531kg) 戦闘重量：18,367lbs (8,331kg) |
| 最大離陸重量 | 23,200lbs (10,523kg)                                        | 25,214lbs (11,437kg)                                        |
| 燃料         | 離陸重量：877gal (3,320ℓ) 戦闘重量：526gal (1,992ℓ)         | 離陸重量：1,102gal (4,172ℓ) 戦闘重量：661gal (2,502ℓ)       |
| エンジン     | Westinghouse J34-WE-34 (推力：14.46kN) ×2                   | Westinghouse J34-WE-34 (推力：14.46kN) ×2                   |
| 最高速度     | 506kn/S.L. (937km/h 海面高度)                               | 503kn/S.L. (932km/h 海面高度)                               |
| 上昇能力     | 7,300ft/m S.L. (37.08m/s 海面高度)                          | 6,000ft/m S.L. (30.48m/s 海面高度)                          |
| 実用上昇限度 | 49,500ft (15,088m)                                          | 46,600ft (14,204m)                                          |
| 航続距離     | 1,280n.mile (2,371km) ※2×200galタンク搭載時                 | 1,490n.mile (2,759km) ※2×170galタンク搭載時                 |
| 武装         | AN-M3 20mm機関砲×4 (弾数計600発)                            | AN-M3 20mm機関砲×4 (弾数計600発)                            |
| 爆装         | 爆弾1,540lbs (699kg)                                        | 爆弾3.200lbs (1,451kg)                                      |

- F2H-2 三面図
- F2H-3 三面図

## 各型
XF2H-1
当初名称XF2D-1。試作機。
F2H-1
量産型。
F2H-2
エンジンをJ34-WE-34に換装・強化した型。
F2H-2B
戦闘爆撃機型。主翼を強化、ハードポイント追加。
F2H-2N
レーダーを搭載した夜間戦闘機型。
F2H-2P
-2型の写真偵察機型。カメラ6基を搭載。90機製造。
F2H-3
胴体を2.44m延長し、レーダーを搭載した全天候戦闘機型。燃料搭載量が増加し、機銃装備位置も移動している。カナダ海軍でも60機使用。新呼称、F-2C。
F2H-3P
-3型の写真偵察機型。計画のみ。
F2H-4
最終生産型。レーダーを搭載した全天候戦闘機型であり、150機製造。新呼称、F-2D。

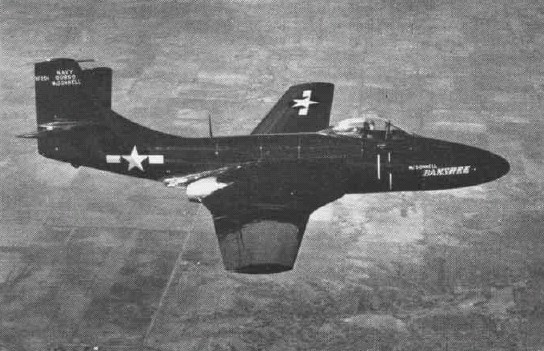
試作型 XF2D-1
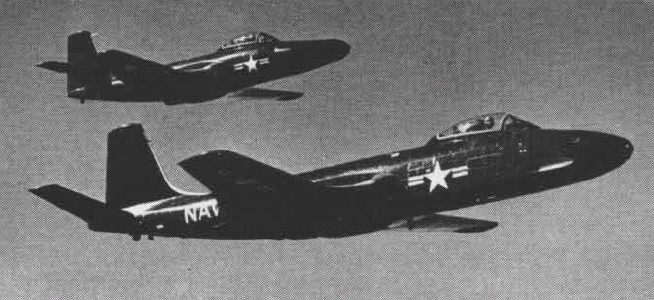
F2H-3及び偵察機型のF2H-2P
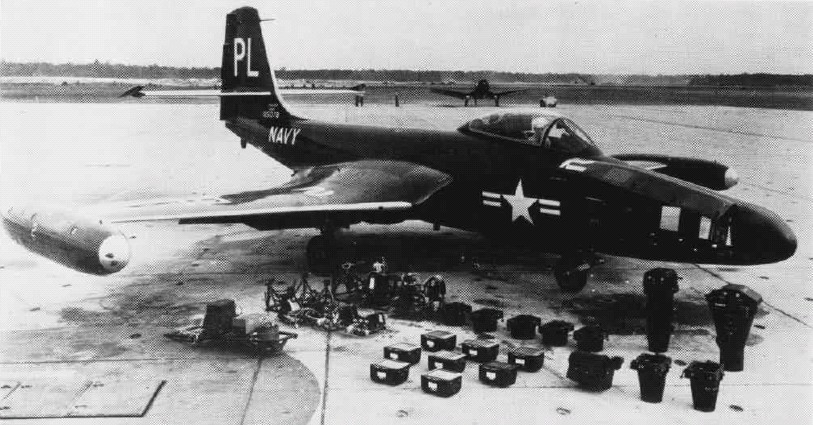
搭載する偵察機材を並べたF2F-2P
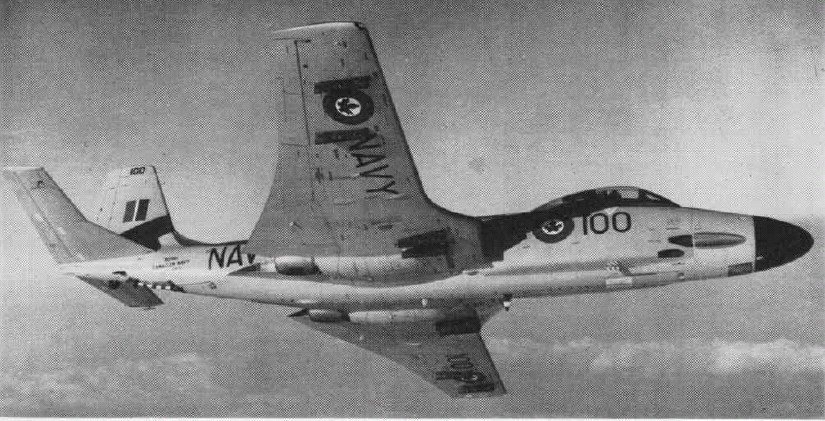
カナダ海軍のF-2C（F2H-3）

## 現存する機体
| 型名       | 番号       | 機体写真 | 所在地                    | 所有者                                                            | 公開状況 | 状態     | 備考                                           |
| ---------- | ---------- | -------- | ------------------------- | ----------------------------------------------------------------- | -------- | -------- | ---------------------------------------------- |
| F2H-2      | 124988 291 |          | アメリカ カリフォルニア州 | 飛行海兵航空博物館                                                | 公開     | 静態展示 |                                                |
| F2H-2      | 125052 375 |          | アメリカ テキサス州       | 航空母艦レキシントン博物館                                        | 公開     | 静態展示 |                                                |
| F2H-2P     | 125690 348 |          | アメリカ アリゾナ州       | ピマ航空宇宙博物館                                                | 公開     | 静態展示 |                                                |
| F2H-2P     | 126673 402 |          | アメリカ フロリダ州       | 国立海軍航空博物館                                                | 公開     | 静態展示 |                                                |
| F2H-2P     | 128885 491 |          | アメリカ ルイジアナ州     | ハウエル公園                                                      | 公開     | 静態展示 | 風防はレプリカとなっており、さらに壊れている。 |
| F2H-3 F-2C | 126334 44  |          | カナダ アルバータ州       | 軍事博物館群                                                      | 公開     | 静態展示 |                                                |
| F2H-3 F-2C | 126402 112 |          | カナダ ノヴァスコシア州   | シアウォーター航空博物館                                          | 公開     | 静態展示 |                                                |
| F2H-3 F-2C | 126464 174 |          | カナダ オンタリオ州       | カナダ航空宇宙博物館 (オタワ)                                     | 公開     | 静態展示 |                                                |
| F2H-4 F-2D | 127663 297 |          | アメリカ フロリダ州       | 国立海軍航空博物館                                                | 公開     | 静態展示 | F2H-3 126419号機の塗装がされている。           |
| F2H-4 F-2D | 127693 327 |          | アメリカ ヴァージニア州   | オウシアナ海軍航空基地航空公園 (Naval Air Station Oceana Airpark) | 公開     | 静態展示 |                                                |

## 登場作品

### 小説
『トコリの橋』
作中における主役機体として登場。1954年に映画化された際には本機の代わりにF9Fが撮影に使用されている。

### ゲーム
『War Thunder』
アメリカ海軍の機体ツリーにおいて開発可能な機体としてF2H-2が登場する。
『戦艦少女R』
レイテ沖海戦をモチーフとしたイベントにおける成功報酬の一つとして登場する。